# Barry Farber
Barry M. Farber (Baltimore, 5 de mayo de 1930-Nueva York, 6 de mayo de 2020) fue un locutor, comentarista, periodista y escritor estadounidense.

## Biografía
Nacido en Baltimore, Maryland, en una familia judía, Farber se crio en Greensboro, Carolina del Norte. Desde adolescente se destacó por su sorprendente capacidad para aprender idiomas: casi perdió el curso de latín en la secundaria, pero a continuación comenzó a aprender chino mandarín, italiano, español, francés y noruego antes de graduarse en 1948. En la Universidad de Carolina del Norte en Chapel Hill aprendió ruso; enviado como delegado estudiantil a la Conferencia de Paz de Zagreb, en el barco de regreso aprendió serbocroata. Poco después, regresando de las Olimpíadas de Helsinki en barco, aprendió indonesio. Enviado como periodista a cubrir la huida de refugiados de la Revolución húngara de 1956, conoció a Thorvald Stoltenberg en pleno rescate secreto de húngaros.
Farber escribió obras de ayuda para el autoestudio de idiomas.
Tuvo una carrera como comentarista radial que lo ubicó en los más altos sitiales de audiencia en su país.
En 1977 se presentó como candidato a alcalde de Nueva York con el apoyo del Partido Conservador del Estado de Nueva York. En la elección de noviembre obtuvo el 4% de los votos, no resultando electo.
Fue padre de la periodista Celia Farber y de la cantautora Bibi Farber.
Falleció por causas naturales a los noventa años en su domicilio de Nueva York el 6 de mayo de 2020.

## Obras
- Making People Talk: You Can Turn Every Conversation into a Magic Moment (William Morrow & Co: 1987) ISBN 0-688-01591-3
- How to Learn Any Language: Quickly, Easily, Inexpensively, Enjoyably and on Your Own 172 pages, (Carol Publishing Corporation: 1991) ISBN 0-8065-1271-7 (paperback)
- How to Not Make the Same Mistake Once (Barricade Books: 1999) ISBN 1-56980-132-0